# کیت برتشین
کیت برتشین (انگلیسی: Keith Bertschin؛ زادهٔ ۲۵ اوت ۱۹۵۶) بازیکن فوتبال اهل بریتانیا است.
از باشگاه‌هایی که در آن بازی کرده‌است می‌توان به باشگاه فوتبال تاموورث، باشگاه فوتبال استوک سیتی، باشگاه فوتبال نوریچ سیتی، باشگاه فوتبال ایپسویچ تاون، باشگاه فوتبال بیرمنگام سیتی، باشگاه فوتبال ووستر سیتی، باشگاه فوتبال بارنت، باشگاه فوتبال استافورد رانجرز، باشگاه فوتبال والسال و باشگاه فوتبال ساندرلند اشاره کرد.
وی همچنین در تیم ملی فوتبال زیر ۲۱ سال انگلستان بازی کرده‌است.